# NOIR〜ノワール〜
「NOIR〜ノワール〜」（のわーる）は、2016年8月31日に発売された風男塾の17thシングル。

## 概要
音楽クリエイター集団「Elements Garden」がNOIR〜ノワール〜の楽曲を手掛けた。
初回限定盤Bのパッケージはメンバーのイラストになっている。
メンバーは、青明寺浦正、赤園虎次郎、瀬斗光黄、愛刃健水、仮屋世来音、藤守怜生。
この曲から、藤守怜生が加入。

## 収録曲
テイチクレコード公式サイト内の紹介ページによる。

### 初回限定盤A
［CD］
1. NOIR〜ノワール〜
  - 作詞：織田あすか（Elements Garden） / 作曲・編曲：藤田淳平（Elements Garden）・末益涼太（Elements Garden）
2. With You
  - 作詞：miyakei / 作曲：大智・田原伸浩 / 編曲：原田峻輔

［DVD］
「NOIR〜ノワール〜」Music Video

### 初回限定盤B
［CD］
1. NOIR〜ノワール〜
2. With You

［DVD］
「NOIR〜ノワール〜」MVメイキング映像

### 通常盤
［CD］
1. NOIR〜ノワール〜
2. With You
3. ロンリー オンリー ハート
  - 作詞：はなわ / 作曲：Erik Lidbom・HIKARI / 編曲：成田忍
4. NOIR〜ノワール〜（Instrumental）
5. With You（Instrumental）
6. ロンリー オンリー ハート（Instrumental）